# سوري بيكسا
سوري بيكسا هي بحيرة متوسطة الحجم تقع في فنلندا. وهي تنتمي إلى منطقة مستجمعات المياه الرئيسية فووكسي. وهي تقع في بلدية سافو الشمالية وبلدية جوان كوسكي.